# Carolina Cerezuela
Carolina Cerezuela (Elx, Baix Vinalopó, País Valencià, 14 de gener de 1980) és una actriu valenciana.

## Biografia
En 2001 va guanyar el premi de bellesa Linda de España. Va estudiar Relacions Laborals a la Universitat Miguel Hernández d'Elx. La seua carrera a la interpretació va començar al teatre als 15 anys i, encara que no havia estudiat mai art dramàtic, als 20 anys començà a treballar a la televisió.
Al teatre va actuar en obres com ara Cuatro corazones con freno y marcha atrás (1996) de Jardiel Poncela, Hombres (1997) de Sergi Belbel, Te odio amor mío (1998) basada en textos de Dorothy Parker, Criaturas (1999) i El enfermo imaginario (2000) de Molière, entre d'altres.
Com a actriu de televisió destaquen les seues actuacions en Arrayán (2001) en el paper de Julia, El Secreto (2001) on interpretava a Charlie, La verdad de Laura (2002) en el paper d'Eva, Paraíso (2003) interpretant a Susi, el capítol 8è de la 3a temporada d'Aquí no hay quien viva (2004) fent el paper de Vanessa, Camera Café (2005-?) en el seu paper de Mónica Salazar, Trío de Ases (2006), capítol 20 de la 5a temporada de Los Serrano (2006) on interpretava a Candy (actriu porno) i Amistades Peligrosas (2006-?) en el paper d'Helena García.
Encara que ha participat en moltes sèries i pel·lícules, va ser el seu paper de Mónica Salazar a la sèrie Camera Café on realment es va donar a conéixer entre el gran públic. Ha realitzat diferents treballs al món de la moda, tant com a model de passarel·la per a dissenyadors com ara Paco Teruel, com de model fotogràfica per a catàlegs o anuncis publicitaris. Les seves aficions principals són els esports (hípica) i la música.
És parella de l'extenista Carles Moyà amb qui es va casar l'any 2011 a Llucmajor. La parella té dos fills en comú que es diuen Carla i Carlos. Tots quatre viuen a Palma.

## Filmografia

### Cinema
Llargmetratges
- (2011): Amigos..., de Marcos Cabotá, Borja Manso

Curtmetratges
- (2006): Trío de ases, de Joseba Vázquez

### Dobladora
- (2009):"Monstruos contra alienígenas", com a Susan Murphy / Genórmica.

### Televisió
- (2001): "El Gran Prix del verano"
- (2003):"Arrayán"
- (2002):"El secreto"
- (2002):"La verdad de Laura"
- (2003):"Paraíso"
- (2004: "Aquí no hay quien viva"
- "El pasado es mañana"
- (2004): "Paco y Veva"
- (2005-2009):"Camera Café"
- (2006):"Los Serrano"
- (2006): "Amistades Peligrosas"
- (2006-2007): "Manolo y Benito Corporeision"
- (2006-2007): "Esto es increíble"
- "Especial Nochevieja de Telecinco"
- (2007-2009): "Hospital Central"
- (2008): "Xq No Te Callas"
- (2011-2013): "Tu cara me suena"
- (2011): "El hormiguero"
- (2011-2012): "Campanadas 2012"
- (2013): "Así nos va"
- (2013):"Menuda Noche"
- (2015) "Insuperables"

### Teatre
- (1996): "Cuatro corazones con freno y marcha atrás", de Jardiel Poncela
- (1997): "Hombres", de Sergi Belbel
- (1998): "Te odio amor mío", basada en textos de Dorothy Parker.
- (1999): "Criaturas"
- (2000): "El enfermo imaginario", de Molière.